# 佩勒伊 (夏朗德省)
佩勒伊（法語：Péreuil，法語發音：[peʁœj]）是法国夏朗德省的一个旧市镇，位于该省中南部，属于昂古莱姆区。2016年1月1日，佩勒伊和相邻的另外3个市镇合并为新市镇瓦勒德维涅（Val des Vignes）。

## 地理
佩勒伊（45°28'53"N, 0°1'21"W）面积17.18 平方千米，位于法国新阿基坦大区夏朗德省，该省份为法国西部内陆省份，北起德塞夫勒省和维埃纳省，东临上维埃纳省，东南至多尔多涅省，南至多爾多涅省，西接滨海夏朗德省。
与佩勒伊接壤的市镇（或旧市镇、城区）包括：昂日迪克、欧布维尔、布朗扎克-波尔舍雷斯、瑞里尼亚克、拉迪维尔、圣奥莱拉沙佩尔、圣博内、瓦勒德维涅。
佩勒伊的时区为UTC+01:00、UTC+02:00（夏令时）。

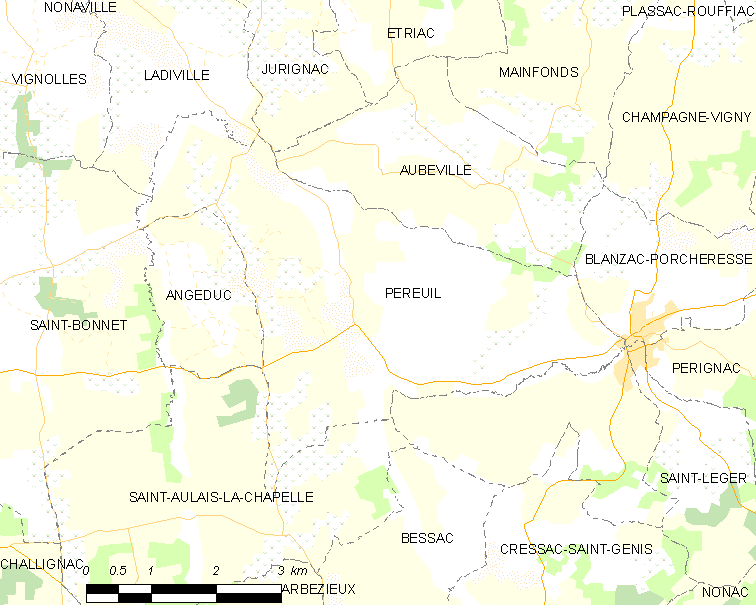
佩勒伊的OSM定位图

## 行政
佩勒伊的邮政编码为16250，INSEE市镇编码为16257。

## 政治
佩勒伊所属的省级选区为夏朗德南县。

## 人口

1962-2008年间佩勒伊人口变化图示

佩勒伊于2018年1月1日时的人口数量为282人。